# 橋本進吉
橋本 進吉（はしもと しんきち、1882年12月24日 - 1945年1月30日）は、日本の言語学者・国語学者。

## 経歴

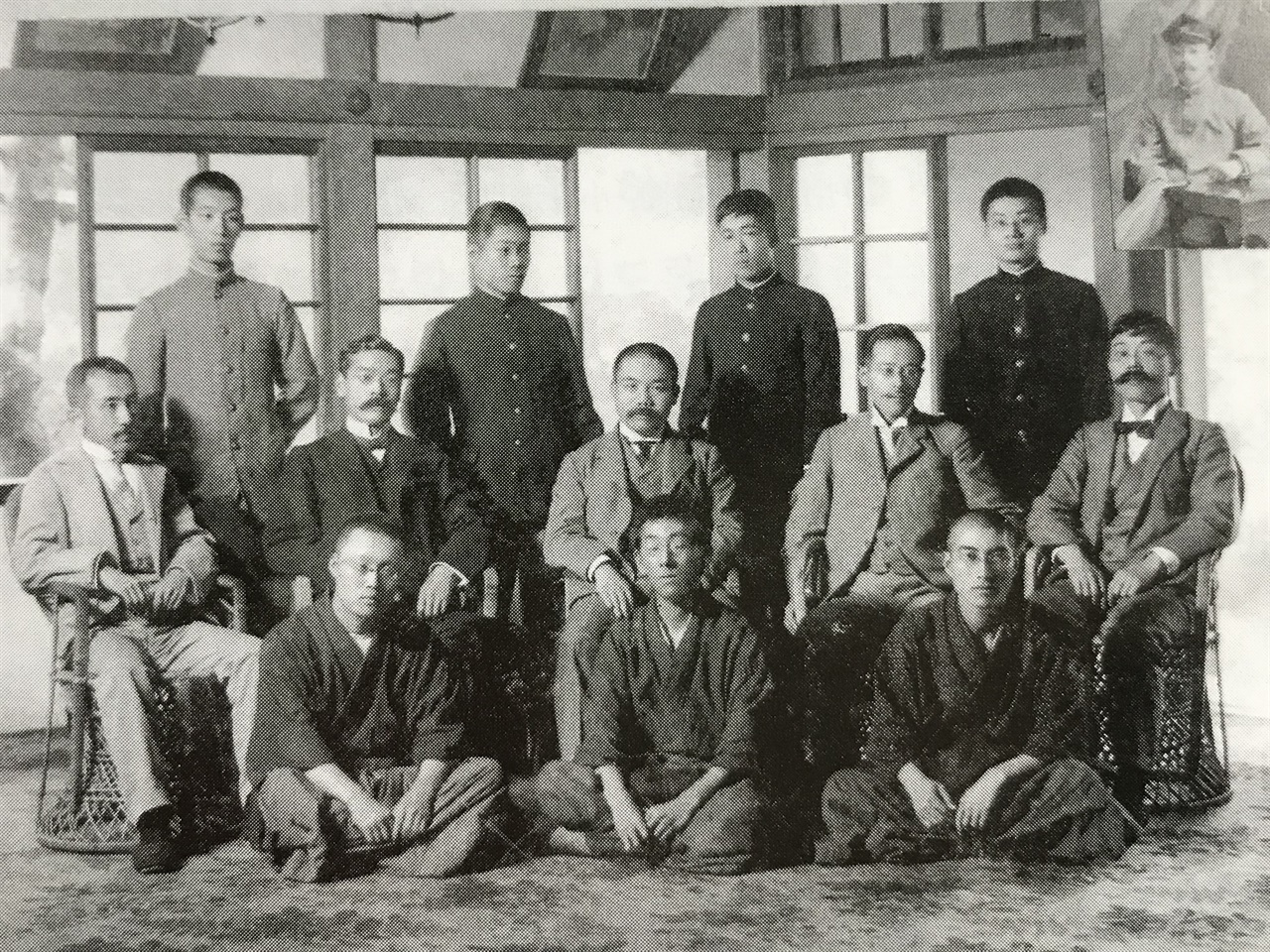
東京帝国大学言語学科（1905年）。
前列右から小倉進平、伊波普猷、神田城太郎。中列右から保科孝一、八杉貞利、上田万年、藤岡勝二、新村出。後列右から橋本進吉、徳沢（徳沢健三？）、後藤朝太郎、金田一京助。
伊波普猷生誕百年記念会編『伊波普猷 : 1876-1947 生誕百年記念アルバム』1976年、19頁。

1882年、福井県敦賀市に医師の長男として生まれる。京都府第一中学校（現洛北高校）、第三高等学校（現・京都大学）を経て、1906年に東京帝国大学文科大学言語学科を卒業（銀時計受領）。卒業論文は「係り結びの起源」。
文部省国語調査委員会補助委員、東京帝国大学文科大学国語学教室助手を経て、1927年、同大学国語国文学第一講座助教授に就任。1934年、東京帝国大学より文学博士の学位を取得。1929年には教授に昇任した。1942年、日本文学報国会国文学部会長。1944年、国語学会会長。
1945年、病没。墓所は郷里の敦賀市の来迎寺にある。
没後、岩波書店（全12巻）で「橋本進吉著作集」が、岩波文庫で「古代国語の音韻に就いて」が刊行された。

## 業績
橋本の学風は徹底的な文献学に基づいている。この「文献主義」とも形容される姿勢は、『校本万葉集』の編纂などに表れており、門下生に有力な研究者がいたこともあって、後世における日本語学の主流となった。橋本の学風は実証的であると同時に組織的であり、研究するに当たっては、その研究史を徹底的に調べ、資料典籍の考証、伝記の調査に努力を惜しまなかった。
日本語における音韻の歴史的研究をしたほか、上代特殊仮名遣を体系づけた。上代特殊仮名遣は、橋本が独立に発見し、その後石塚龍麿の『仮字遣奥山路』の記述の価値を見いだし、顕彰したとされる。これについては、水谷静夫が論じているほか、21世紀に入っての研究で、本居宣長や石塚龍麿の研究に従っていることが確認されている。1942年に天津教の不敬罪裁判で、いわゆる竹内文書について狩野亨吉とともに検察側証人として出廷した際には、上代特殊仮名遣の観点から竹内文書の神代文字を否定した。
橋本は「文節」を重んじ、文法体系は「橋本文法」と称された。現代日本語文法での四大文法の一つとして重要視され、学校文法への影響も大きく、学界だけではなく教育界にも大きな影響を与えた。

## 著書
- 『古本節用集の研究』上田万年共著 東京帝国大学、1916年。全国書誌番号:60002504、NCID BN03383499。（復刻版、勉誠社出版部、1968年。全国書誌番号:75021535、NCID BN00691654。）
- 『南京遺文』佐佐木信綱共編 佐佐木信綱（出版者、東京）、1921年。NDLJP:1014302、全国書誌番号:43033937、NCID BN11334706。
- 『文禄元年天草版吉利支丹教義の研究』 東洋文庫、1928年。全国書誌番号:52009891、NCID BN07170627。
- 「岩波講座 日本文学 国語学概論 上」岩波書店 1932年
- 「岩波講座 日本文学 国語学概論 下」岩波書店 1933年
- 『国語科学講座』 6巻《国語法 国語法要説》、明治書院、1934年。
- 『文法論 : 信濃木崎夏季大学』 北安曇教育会（長野県大町）、1935年。NDLJP:1029194、全国書誌番号:44010658、OCLC 672579258。
- 『古代国語の音韻に就いて』明世堂書店、1942年。NDLJP:1126358、全国書誌番号:52010086、NCID BN05118105
  - 『古代国語の音韻に就いて 他二篇』岩波文庫（大野晋解説）、1980年。全国書誌番号:80030758。他は「駒のいななき」「国語音韻の変遷」
- 『橋本博士還暦記念国語学論集』岩波書店、1944年。全国書誌番号:46024134、NCID BN04601675。
- 『橋本進吉博士著作集』岩波書店。NCID BN00614890。
  - 第1冊『国語学概論』1946年。全国書誌番号:48005176、NCID BN00647153。
  - 第2冊『国語法研究』1948年。全国書誌番号:46024133、NCID BN02208890。
  - 第3冊『文字及び仮名遣の研究』1949年。全国書誌番号:75008626、NCID BN04880976。
  - 第4冊『国語音韻の研究』1959年。全国書誌番号:55008770、NCID BN00614777。
  - 第5冊『上代語の研究』1951年。全国書誌番号:55008771、NCID BN02288969。
  - 第6冊『国語音韻史 講義集第1』1966年。全国書誌番号:55008772、NCID BN02208970。
  - 第7冊『国文法体系論 講義集第2』1959年。全国書誌番号:55008773、NCID BN02199982。
  - 第8冊『助詞・助動詞の研究 講義集第3』1969年。全国書誌番号:BN02607819、NCID BN02199982。
  - 第9・10冊『国語学史・国語特質論 講義集4・5』1983年。全国書誌番号:83029261、NCID BN0064533X。
  - 第11冊『キリシタン教義の研究』1961年。全国書誌番号:55008774、NCID BA60105656。
  - 第12冊『傳記・典籍研究』1972年。全国書誌番号:75008628、NCID BN03538427。